# 江中躍
江中躍（1515年—？年），字從之，四川重慶府巴縣人，明朝政治人物。

## 生平
嘉靖十三年（1534年）甲午科四川鄉試第六十一名舉人。嘉靖十四年（1535年）中式乙未科會試第八十七名，登第二甲第六十七名進士。官至兵部员外郎。

## 家族
曾祖江熙暕；祖父江遂良，封奉議大夫刑部郎中；父江玠，曾任貴州布政司左參議。嫡母李氏（封宜人）；生母章氏。具庆下。兄江中才（知州）。